# My Country: The New Age
My Country: The New Age (en hangul, 나의 나라; RR: Naui Nara, también conocida como My Country), es una serie de televisión surcoreana transmitida del 4 de octubre del 2019 hasta el 23 de noviembre del 2019 a través de JTBC.

## Historia
Ambientada durante el final del período del reino de Goryeo y principios del reino de Joseon, dos amigos Seo Hwi y Nam Seon-ho se convierten en enemigos después de un malentendido con respecto a sus opiniones sobre el país, por lo que ambos a su manera, intentan proteger a su país y a las personas que aman.
Seo Hwi, es un guerrero y no se compromete cuando se trata de injusticias, su padre Seo Geom es un famoso comandante y aunque su vida se convierte en un infierno intenta mantener una sonrisa. Mientras que Nam Seon-ho, es un joven inteligente y una figura talentosa, sin embargo debido a que su madre nació en la clase baja, las personas no lo respetan, por lo que quiere pasar el examen del servicio militar y así convertirse en un guerrero.
Sin embargo debido a un escándalo de corrupción que involucra a su padre, Nam Seon-ho pierde la oportunidad de cumplir su sueño y para empeorar las cosas, termina en un conflicto con Seo Hwi por un malentendido.

## Reparto

### Personajes principales[12]
| Actor                     | Personaje                                      | Nº de episodios | Notas                       |
| ------------------------- | ---------------------------------------------- | --------------- | --------------------------- |
| Yang Se-jong Moon Woo-jin | Seo Hwi (de adulto) Seo Hwi (de joven)         | 16 3            | [ 13 ] [ 14 ]               |
| Woo Do-hwan Kim Kang-hoon | Nam Seon-ho (de adulto) Nam Seon-ho (de joven) | 16 3            | [ 15 ] [ 16 ] [ 17 ]        |
| Kim Seol-hyun             | Han Hee-jae                                    | 16              | [ 18 ] [ 19 ] [ 20 ] [ 21 ] |
| Jang Hyuk                 | Taejong de Joseon                              | 16              | [ 22 ] [ 23 ]               |

### Personajes recurrentes
| Actor                  | Personaje                               | Nº de episodios | Notas                                                                |
| ---------------------- | --------------------------------------- | --------------- | -------------------------------------------------------------------- |
| Kim Yeong-cheol        | Taejo de Joseon                         | -               |                                                                      |
| Park Ye-jin            | Reina Sindeok                           | -               | Es la esposa del Rey Taejo de Joseon y miembro del Clan Goksan Kang. |
| Ahn Nae-sang           | Nam-jeon                                | -               | Es el padre de Nam Sun-ho.                                           |
| Yu Oh-seong            | Seo-geom                                | -               | [ 25 ]                                                               |
| Jang Young-nam         | Il-hwa                                  | -               |                                                                      |
| Ji Seung-hyun          | Park Chi-do                             | -               |                                                                      |
| Lee Yoo-joon           | Jeong-beom                              | -               |                                                                      |
| Kim Seo-kyung          | Cheon-ga                                | -               |                                                                      |
| In Gyo-jin             | Park Moon-bok                           | -               | [ 26 ]                                                               |
| Cho Yi-hyun Park So-yi | Seo-yeon (de adulta) Seo-yeon (de niña) | -               | Es la hermana menor de Seo Hwi.                                      |
| Hong Ji-yoon           | Hwa-wol                                 | -               | [ 28 ] [ 29 ]                                                        |

### Otros personajes
| Actor                   | Personaje     | Nº de episodios | Notas |
| ----------------------- | ------------- | --------------- | ----- |
| Lee Seung-chul (이승철) | Lee Saek      | -               |       |
| Kim Dong-won            | -             | -               |       |
| Kim Min-ho              | Lee Bang-seok | -               |       |
| Kim Dae-gon             | -             | -               |       |

### Apariciones invitadas
| Actor          | Personaje | Nº de episodios | Notas                       |
| -------------- | --------- | --------------- | --------------------------- |
| Kwak Sun-young | -         | -               | Es la madre de Han Hee-jae. |

## Episodios
La serie está conformada por 16 episodios, los cuales fueron emitidos todos los viernes y sábado a las 23:00 (KST).

### Raitings
Los números en azul indican los episodios con las puntuaciones más altas, mientras que los números en rojo indican los episodios con menor calificación.
| Episodio | Fecha de emisión        | Promedio de audiencia | Promedio de audiencia |
| Episodio | Fecha de emisión        | AGB Nielsen           | AGB Nielsen           |
| Episodio | Fecha de emisión        | Nacional              | Seúl                  |
| -------- | ----------------------- | --------------------- | --------------------- |
| 1        | 4 de octubre de 2019    | 3.512%                | 3.777%                |
| 2        | 5 de octubre de 2019    | 3.846%                | 3.983%                |
| 3        | 11 de octubre de 2019   | 3.759%                | 3.910%                |
| 4        | 12 de octubre de 2019   | 4.839%                | 4.999%                |
| 5        | 18 de octubre de 2019   | 4.209%                | 4.252%                |
| 6        | 19 de octubre de 2019   | 4.989%                | 5.239%                |
| 7        | 25 de octubre de 2019   | 4.704%                | 4.662%                |
| 8        | 26 de octubre de 2019   | 4.873%                | 5.239%                |
| 9        | 1 de noviembre de 2019  | 4.594%                | 4.692%                |
| 10       | 2 de noviembre de 2019  | 4.874%                | 4.483%                |
| 11       | 8 de noviembre de 2019  | 4.412%                | 4.706%                |
| 12       | 9 de noviembre de 2019  | 4.761%                | 4.844%                |
| 13       | 15 de noviembre de 2019 | 3.623%                | 3.837%                |
| 14       | 16 de noviembre de 2019 | 4.283%                | 4.307%                |
| 15       | 22 de noviembre de 2019 | 3.900%                | 4.157%                |
| 16       | 23 de noviembre de 2019 | [ 39 ]                |                       |
| Promedio | Promedio                | %                     | %                     |

## Música

### Parte 1
| No. | Intérpretes                  | Canción                    | Letra                  | Música                                              | Duración |
| --- | ---------------------------- | -------------------------- | ---------------------- | --------------------------------------------------- | -------- |
| 1   | Jung Seung-hwan              | "Because It's You"         | Kwon Young-chan        | Kwon Young-chan                                     | 4:14     |
| 2   | Kim Jae-hee                  | "Wild Road"                | Kim Jae-hee            | Hee Jang-nam, Choi Cheol-ho y Yoo Young-joon        | 4:19     |
| 3   | U-mb5 & SEAGATE DJ ft. Seoho | "Remember"                 | SEAGATE DJ y BlueOcean | Choi Cheol-ho, SEAGATE DJ, BlueOcean y Hee Jang-nam | 3:54     |
| 4   | -                            | "Because It's You" (Inst.) | -                      | -                                                   | 4:14     |

### Parte 2
| No. | Intérprete   | Canción                                                                     | Letra | Música | Duración |
| --- | ------------ | --------------------------------------------------------------------------- | ----- | ------ | -------- |
| 1   | Ock Joo-hyun | "You Are Standing on the Scene of Memory" (기억의 풍경 위에 그대가 서 있다) | -     | -      | 4:35     |
| 2   | -            | "You Are Standing on the Scene of Memory" (Inst.)                           | -     | -      | -        |

### Parte 3
| No. | Intérprete  | Canción           | Letra | Música | Duración |
| --- | ----------- | ----------------- | ----- | ------ | -------- |
| 1   | Purple Rain | "Bird"            | -     | -      | 3:24     |
| 2   | Seoho       | "Farewell" (이별) | -     | -      | 5:10     |
| 3   | -           | "Bird" (Inst)     | -     | -      | 3:24     |
| 4   | -           | "Farewell" (Inst) | -     | -      | 5:10     |

## Producción
La serie también es conocida como "My Country: The New Age".
Fue dirigida por Kim Jin-won, quien contó con el escritor Chae Seung-dae (채승대).
La producción estuvo a cargo de Park Woo-lam y Kim Ji-woo, mientras que la producción ejecutiva fue realizada por Oh Hwan-min.
Las filmaciones comenzaron en marzo del 2019.
La conferencia de prensa fue realizada en octubre del 2019.
La serie contó con el apoyo de la compañía productora "Celltrion Entertainment" y es distribuida por JTBC.